# Mlada Mikulicová
Mlada Mikulicová (* 2. dubna 1953 Praha) je česká filoložka, teoložka a literární historička, zaměřující se na angličtinu, arabštinu, starozákonní jazyky a historickou literaturu Předního východu.

## Profesní životopis
Mlada Mikulicová v roce 1976 dokončila studium na Filozofické fakultě Univerzity Karlovy (FF UK) v Praze, obor angličtina-čeština. V letech 1977–1991 se věnovala výuce angličtiny a studiu orientálních jazyků. V roce 1991 začala působit jako odborná asistentka na Katolické teologické fakultě UK.
V letech 1999–2002 studovala náboženské nauky v magisterském studijním programu na KTF UK se zaměřením na starozákonní jazyky a literaturu. V letech 2002–2007 pak studovala v doktorském programu na FF UK, obor Teorie a dějiny literatur zemí Asie a Afriky. Ve svém studiu se zaměřila na náboženskou literaturu starověkého Předního východu a Egypta.
Mlada Mikulicová k březnu 2024 působila na Katedře biblických věd a starých jazyků Katolické teologické fakulty UK, kde vyučovala arabštinu, úvod do islámu a předměty věnované kultuře biblických zemí, souvislostem Bible a Koránu a starozákonním příběhům v českém umění. Dříve vyučovala také angličtinu a biblickou hebrejštinu. K březnu 2024 se také věnovala práci v překladatelské komisi pro dokončení českého katolického liturgického překladu Bible. Je autorkou několika monografií, učebnic či překladů odborné literatury.

## Vydané monografie a učebnice
- MIKULICOVÁ, Mlada. Křesťané v Arábii před islámem: Stopy křesťanského života ve staroarabské poezii. Červený Kostelec: Pavel Mervart, 2022. ISBN 978-80-7465-547-0.
- MIKULICOVÁ, Mlada. Biskup Severus z Ašmúnajnu: Křesťané a muslimové ve fátimovském Egyptě. Praha: Univerzita Karlova, nakladatelství Karolinum, 2012. ISBN 978-80-246-2056-5.
- MIKULICOVÁ, Mlada. Nebeské shromáždění ve Starém zákoně: Dědictví kultur Předního východu. Praha: Univerzita Karlova, Nakladatelství Karolinum 2009. ISBN 978-80-246-1629-2.
- MIKULICOVÁ, Mlada. Základy starozákonní hebrejštiny, Praha: Univerzita Karlova 2002, (ISBN 80-246-0544-9), 2009 (ISBN 978-80-246-1619-3).
- MIKULICOVÁ, Mlada. Anglické texty pro teology. Praha: Univerzita Karlova 1996, 2002 (ISBN 80-246-0424-8).

## Překlady odborné literatury
- JOHNSON, Luke T. Evangelium podle Lukáše. Sacra Pagina sv. 3. Kostelní Vydří: Karmelitánské nakladatelství 2005. ISBN 80-7192-560-8.
- WEINGREEN, Jacob. Učebnice biblické hebrejštiny. Praha: Univerzita Karlova. Překlad Josef Hermach a Mlada Mikulicová. Praha: Karolinum 2003 (ISBN 80-246-0623-2), 1996, 1997 (ISBN 80-7184-345-8).
- AUMANN, Jordan. Křesťanská spiritualita v katolické tradici. Praha: Karolinum 2000. (ISBN 80-7184-928-6).